# Bystrzyca (dopływ Dniestru)
Bystrzyca (ukr. Бистриця Bystrycia) – rzeka na Ukrainie, w Karpatach Wschodnich, prawy dopływ Dniestru.
Jej długość wynosi 17 km, a powierzchnia dorzecza 2520 km². Powstaje z połączenia nurtów Bystrzycy Nadwórniańskiej, Bystrzycy Sołotwińskiej i Worony, których źródła znajdują się w Gorganach.